# Narno di Bergamo
Narno di Bergamo (Villa d'Ogna, III secolo – Bergamo, 345 circa) è stato il primo vescovo di Bergamo ed è venerato come santo dalla Chiesa cattolica.
Il nome deriva dal greco, latinizzato in Narnus, e significa "oriundo di Narni".
Il frate francescano Branca da Gandino, il più antico scrittore che menzionò il santo, in un Leggendario del XIII secolo, lo pose come vescovo di Bergamo, dopo la persecuzione di Diocleziano, ma non vi sono documenti che testimoniano quanto scritto dal francescano e che confermino la storia del santo.

## Biografia

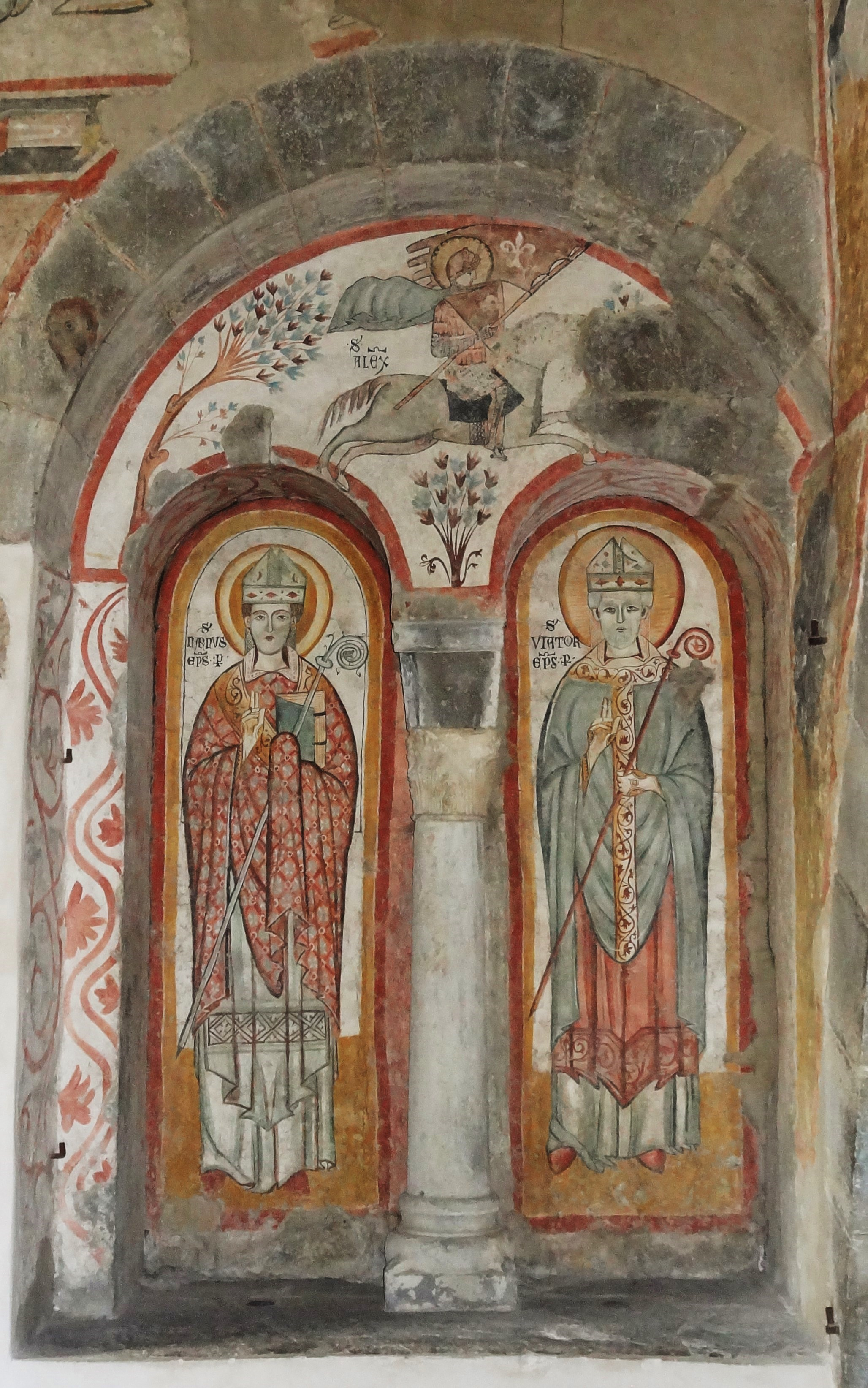
Aula della Curia Vescovile

Narno nacque probabilmente a Ogna, paesino in val Seriana, (Bergamo) e secondo la leggenda sarebbe stato battezzato e ordinato vescovo da San Barnaba, il primo evangelizzatore di Bergamo. Si pensa che Narno abbia aiutato Santa Grata nella costruzione della primitiva Basilica di Sant'Alessandro.
 Impossibile che questo sia realmente accaduto essendo san Barnaba vissuto nel I secolo d.C. mentre san Narno visse nel III secolo d.C.
Il Muzio nel suo Sacra Istoria di Bergamo, narra che il vescovo, compì un viaggio a Santiago di Compostela. Tornò stanco e vecchio, desideroso di nominare il suo successore; ricevette la visita del vescovo di Brescia, san Viatore, e a questi chiese di lasciare la diocesi bresciana e di prendersi in carico il suo gregge, accettando il Viatore divenne il secondo vescovo di Bergamo.
Morì nella sua sede vescovile, verso il 345, e fu sepolto nella cripta dell'antica basilica alessandrina, che era la cattedrale.
(Canonico Guarnerio)

Una lapide fu rinvenuta accanto alla sua tomba riportante la scritta: 
(Dentella - I Vescovi di Bergamo - pp. 12-13)
Il giorno della festa del santo, era usanza bere l'acqua della fonte presente vicino alla chiesa, la cui credenza popolare attribuiva miracolosi poteri taumaturgici

## Culto
Nel 1561 la basilica fu abbattuta durante la costruzione delle mura veneziane. Le reliquie di san Narno, insieme a quelle del suo successore san Viatore e di altri santi, furono trasferite alla chiesa di San Vincenzo, poi cattedrale di Sant'Alessandro, sotto l'altare maggiore, dove sono venerate. La festa di san Narno ricorre il 27 agosto. Tra le sette pale del coro della cattedrale, vi è quella intitolata alla Consacrazione Episcopale del primo vescovo di Bergamo ad opera di Francesco Polazzo, che raffigura il santo mentre viene consacrato.